# Тарасов Іван Федорович
Іван Федорович Тарасов (? — ?) — український радянський діяч, новатор виробництва, шахтар, врубмашиніст шахти № 1—2 «Гірська» тресту «Первомайськвугілля» Ворошиловградської (Луганської) області. Депутат Верховної Ради УРСР 4-го скликання.

## Біографія
З 1930-х років працював шахтарем шахти № 1—2 «Гірська» тресту «Первомайськвугілля» Ворошиловградської області.
З 1941 року — у Червоній армії, учасник німецько-радянської війни.
Член ВКП(б).
На 1940—1950-ті роки — врубмашиніст, машиніст вугільного комбайну «Донбас-1» шахти № 1—2 «Гірська» тресту «Первомайськвугілля» міста Гірське Ворошиловградської (Луганської) області.

## Нагороди
- ордени
- медалі